# Anda (obwód niżnonowogrodzki)
Anda (ros. Анда) – wieś (sieło) w Rosji, w obwodzie niżnonowogrodzkim, w rejonie siergaczskim. W 2010 liczyła 445 mieszkańców, głównie Tatarów.